# Pilotrichella tortipilis
Pilotrichella tortipilis là một loài Rêu trong họ Meteoriaceae. Loài này được (Müll. Hal.) A. Jaeger mô tả khoa học đầu tiên năm 1877.